# Mulberry Grove
Mulberry Grove és una població dels Estats Units a l'estat d'Illinois. Segons el cens del 2000 tenia 671 habitants.

## Demografia
Segons el cens del 2000, Mulberry Grove tenia 671 habitants, 286 habitatges, i 185 famílies. La densitat de població era de 261,7 habitants/km².
Dels 286 habitatges en un 33,6% hi vivien nens de menys de 18 anys, en un 47,2% hi vivien parelles casades, en un 12,9% dones solteres, i en un 35% no eren unitats familiars. En el 29,4% dels habitatges hi vivien persones soles el 17,5% de les quals corresponia a persones de 65 anys o més que vivien soles. El nombre mitjà de persones vivint en cada habitatge era de 2,35 i el nombre mitjà de persones que vivien en cada família era de 2,85.
Per edats la població es repartia de la següent manera: un 28,2% tenia menys de 18 anys, un 5,5% entre 18 i 24, un 26,2% entre 25 i 44, un 21,3% de 45 a 60 i un 18,8% 65 anys o més.
L'edat mediana era de 36 anys. Per cada 100 dones de 18 o més anys hi havia 92 homes.
La renda mediana per habitatge era de 31.094 $ i la renda mediana per família de 40.441 $. Els homes tenien una renda mediana de 27.857 $ mentre que les dones 20.577 $. La renda per capita de la població era de 15.105 $. Aproximadament l'11,1% de les famílies i el 14,8% de la població estaven per davall del llindar de pobresa.

## Poblacions properes
El següent diagrama mostra les poblacions més properes.